# Aarón Sarmiento
Aarón Sarmiento Padilla (ur. 26 sierpnia 1986 r. w Las Palmas de Gran Canaria) – reprezentant Hiszpanii w żeglarstwie w klasie 470, uczestnik Letnich Igrzysk Olimpijskich 2008 i 2012. Jest załogantem i specjalizuje się w dwuosobowych klasach: 420 i 470. Reprezentował Hiszpanię wraz ze sternikiem Onánem Barreiros. Trenuje w klubie Royal Nautical Club w Gran Canaria, a jego trenerem i mentorem jest Jorge Angulo. Jego najlepszy wynik w światowy rankingu klasy 470 to miejsce 3., które zajmował 30 listopada 2015.
Sarmiento oficjalnie zadebiutował na Letnich Igrzyskach Olimpijskich 2008 w Pekinie, gdzie ze sternikiem Onánem Barreiros w klasie 470 mężczyzn. Hiszpański duet zakończył regaty poza podium, zajmując piąte miejscem z dorobkiem 87 punktów, ze stratą tylko 9 punktów do brązowych medalistów, francuskiej załogi Nicolas Charbonnier i Olivier Bausset.
Na Letnich Igrzyskach Olimpijskich 2012 w Londynie Sarmiento po raz drugi rywalizował jako załogant w klasie 470 mężczyzn, kończąc na miejscu dziewiątym, za co otrzymał prawo startu w Mistrzostwach Świata ISAF w Perth w Australii. Po raz kolejny wystartował z Barrerosem. Szansę startu w wyścigu medalowym Hiszpanie przegrali jednym punktem ze Szwedami i ostatecznie zajęli jedenaste miejsce na 27 startujących zespołów z wynikiem 104 punktów netto.

## Osiągnięcia
| Rok  | Pozycja | Klasa | Zawody               | Miejsce                    |
| ---- | ------- | ----- | -------------------- | -------------------------- |
| 2013 | 15      | 470   | Mistrzostwa Świata   | Francja – La Rochelle      |
| 2012 | 11      | 470   | Igrzyska Olimpijskie | Wielka Brytania – Weymouth |
| 2012 | 7       | 470   | Mistrzostwa Świata   | Hiszpania – Barcelona      |
| 2011 | 9       | 470   | Mistrzostwa Świata   | Australia – Perth          |
| 2010 | 17      | 470   | Mistrzostwa Świata   | Holandia – Haga            |
| 2009 | 8       | 470   | Mistrzostwa Świata   | Dania – Kopenhaga          |
| 2008 | 5       | 470   | Igrzyska Olimpijskie | Chiny – Qingdao            |
| 2008 | 7       | 470   | Mistrzostwa Świata   | Australia – Melbourne      |
| 2007 | 9       | 470   | Mistrzostwa Świata   | Portugalia – Cascais       |
| 2006 | 22      | 470   | Mistrzostwa Świata   | Chiny – Rizhao             |
| 2003 | 43      | 420   | Mistrzostwa Świata   | Wielka Brytania – Hayling  |
| 2002 | 50      | 420   | Mistrzostwa Świata   | Portugalia – Tavira        |